# Vägaskälstjärnen, Härjedalen
Vägaskälstjärnen är en sjö i Härjedalens kommun i Härjedalen och ingår i Ljusnans huvudavrinningsområde.